# Baldur's Gate
Baldur's Gate je série videoher žánru RPG, zasazená do prostředí Forgotten Realms světa Dungeons & Dragons. Pro systémy Microsoft Windows a Mac OS je původně vyvíjela kanadská společnost BioWare, později belgické Larian Studios.

## Hry série
- Baldur's Gate (1998)
  - Baldur's Gate: Tales of the Sword Coast (datadisk, 1999)
  - Baldur's Gate: Enhanced Edition (remaster, 2012)
- Baldur's Gate II: Shadows of Amn (2000)
  - Baldur's Gate II: Throne of Bhaal (datadisk, 2001)
  - Baldur's Gate II: Enhanced Edition (remaster, 2013)
- Baldur's Gate 3 (2023)

## Spin-offy
- Baldur's Gate: Dark Alliance (2001)
- Baldur's Gate: Dark Alliance II (2004)
- Dungeons & Dragons: Dark Alliance (2021)

## Příběh Baldur's Gate
Hráč začíná se svou postavou jako učeň a chráněnec mága Goriona. Dosavadní život strávil na místě jménem Svítící tvrz, kde žil spokojeně až do svých dvaceti let, tedy do doby, kdy herní příběh začíná. Gorion se náhle rozhodne Svítící tvrz i se svým učněm opustit, aniž by své rozhodnutí vysvětlil. Navíc vzápětí dojde k nečekanému pokusu několika nepřátel učně zabít. Před odjezdem dojde ještě k setkání s Imoen, mladou ženou, která s mladým učněm ve tvrzi vyrůstala. Ráda by s oběma mágy tvrz opustila, ale Gorion je proti.
Po několika hodinách putování narazí uprostřed noci Gorion s učněm na několik ozbrojenců v čele s podivným mužem Sarevokem (přičemž není jasné, zda je to vůbec lidská bytost). Ten se zaměří na mladého mága, a dokonce slíbí Gorionovi milost, vydá-li svého učně dobrovolně. Gorion rozhodně odmítně, a tak jej Sarevok po magické bitvě nemilosrdně zabije, zatímco hráč se svou postavou stihne utéct. Následující ráno, po zoufalém bloumání divočinou, narazí mladý mág na Imoen, která jej celou dobu sledovala. Poté se společně vydají hledat Gorionovy přátele. Jak se ukáže, jde o manželský pár bojovníků Khalida a Jaheiru, kteří se také připojí k dalšímu putování. Později narazí skupina na hraničáře Minsca. Od svého zranění hlavy je mu věrným přítelem Boo - obyčejný křeček, o němž Minsc tvrdí, že je zmenšeninou obrovského vesmírného křečka. 
Pro další dobrodružství je na rozhodnutí hráče, zda Minsca či Jaheiru s Khalidem do družiny přibere. 
Na děj Baldur's Gate navazuje druhý díl Baldur's Gate II: Shadows of Amn a Baldur's Gate II: Throne of Bhaal.

## Vývoj a vybavení postavy
Hráč začíná v úvodu hry s jednou postavou, mladým učněm Goriona, který zosobňuje jeho samotného a jehož vlastnosti záleží zcela na výběru hráče. Ještě před startem hry si hráč jako v každém RPG zvolí rasu (člověk, elf, půlelf, trpaslík, …), povolání (mág, zloděj, bojovník, hraničář, …), přesvědčení (dobrý, zlý, neutrální) a další vlastnosti, kterými se hráčova postava bude profilovat během celého dobrodružství.
Klíčovou součástí každého RPG je vývoj postav ve hře. Po splnění úkolu nebo vyhraném souboji získává postava zkušenosti; při určitém počtu zkušeností postoupí na vyšší úroveň, tedy zlepší se jí schopnosti a dovednosti. Např. bude lepší v boji s vybranou zbraní, naučí se nová, mocnější kouzla, zloději se naučí lépe nacházet a likvidovat pasti. Postava používá nejen své schopnosti, ale i další nepostradatelné vybavení jako brnění, zbraň a najdou se i užitečné prsteny, rukavice, boty, opasky, amulety a v knihovnách samozřejmě knihy s příběhy ze světa Forgotten Realms.
S uloženou postavou z BG1 je možné pokračovat při hraní datadisku BG1 a dále i v BG2 a datadisku BG2.

## NPC postavy
Při putování světem hráč potkává mnoho NPC (non-player character) postav, které mohou být přátelské, nepřátelské nebo neutrální, mocné, méně mocné i úplně obyčejné. Většina postav, jako např. mírumilovní obyvatelé města, nechce mít s temnými čaroději a hrdinskými paladiny nic společného. Zato představitelé náboženských řádů nebo vyslanci zlodějské gildy mají vždy pro dobrodruhy něco na práci a s některými postavami jsou dialogy velmi propracované. Občas hráč potká NPC postavu, která náhodou nemá co na práci a projeví zájem přidat se do družiny a pomoci s úkoly. Takové postavy, které se k hráči přidají, pak spadají zcela pod jeho kontrolu, tzn. hráč je ovládá stejně jakou svou vlastní postavu. Limit družiny je 6 postav, přičemž každá má zcela odlišné schopnosti a chování, což se projevuje jak v boji, tak v dialozích. Hru lze však dohrát i s jednou postavou, kdy se všechny zkušenosti namísto rozdělení mezi celou družinu přidělí jen jedné postavě, a ta se tak stává velmi silnou. Hra se šesti postavami však může být zajímavější, komplexnější a kromě toho lze některé úkoly úspěšně splnit jen tehdy, pokud je v družině postava určitého povolání. Jiné úkoly zase souvisí přímo s konkrétní postavou a mohou být splněny, pouze je-li tato v družině. Hráči je rovněž umožněno postavy z družiny dočasně vyloučit. Ony mezitím počkají v hospodě nebo na místě, kde družinu opustily, a později se mohou opět volbou hráče do družiny vrátit.

## Kouzla
Pokud si hráč vybere nebo potká a připojí do družiny postavu mága, barda, klerika, druida, hraničáře nebo paladina, má k dispozici kouzla. Kouzel je např. v Baldur's Gate II více než 100. Používají se téměř bezvýhradně v boji, v němž mají často rozhodující účinek. Počet kouzel a jejich síla závisí na zkušenostech postav, stejně jako síla bojovníka. Většina kouzel je přejatá z pravidel hry na hrdiny Advanced Dungeons&Dragons.[zdroj?]

## Boj
Asi polovinu herní aktivity tvoří boj. Probíhá v reálném čase, hru nelze při boji uložit, ale hráč má možnost ji kdykoliv pozastavit a rozdat pokyny své družině. Během boje není možné postavám měnit zbroj, avšak ostatní vybavení (prsteny, pláště, boty, opasky, zbraně) je možné měnit neomezeně. V prvním dílu Baldur's Gate dochází při vstupu do inventáře během pozastavené hry k jejímu znovuspuštění, a proto je nutné používat tzv. "rychlé předměty". Do této kategorie se řadí tři druhy předmětů s okamžitým účinkem a jinam nezařaditelné: lektvary, svitky kouzel a kouzelné hůlky. Tyto předměty může hráč použít bez otevření inventáře přímo z ovládacího panelu a vyhnout se tak předčasnému pokračování v boji.

## Reputace
Ve světě BG hraje reputace postav velmi důležitou roli. Jde o ukazatel vnímání postavy okolím, který je závislý na předchozích činech postavy. Ideální reputace pro danou postavu ovlivňuje dané přesvědčení - čím větší sklon ke zlu, tím nižší je ideální reputace. CP (viz NPC postavy) se mohou rozhodnout odejít ze skupiny, pokud získaná reputace zásadně neodpovídá jejich přesvědčení. Reputaci mohou snižovat krádeže, některá negativní rozhodnutí při úkolech, a také zabíjení neutrálních NPC.

## Grafika
Hra využívá Infinity engine.

## Remake
28. listopadu 2012 vydala společnost Atari pro MS Windows Baldur's Gate: Enhanced Edition,[zdroj?] remake prvního Baldur's Gate a jeho datadisku. Tato verze běží na vylepšeném Infinity engine, odstraňuje mnoho chyb, obsahuje nové NPC postavy a rovněž nový datadisk - The Black Pits. Na rozdíl od předchozích verzí byla BG:EE vyvinuta studiem Overhaul Games. Verze pro iOS byla vydána 7. prosince 2012.[zdroj?]